# Probithia turpis
Probithia turpis är en fjärilsart som beskrevs av W. Warren 1897. Probithia turpis ingår i släktet Probithia och familjen mätare. Inga underarter finns listade i Catalogue of Life.